# Harold Greetham
Harold Greetham (sinh ngày 7 tháng 3 năm 1930) là một cầu thủ bóng đá người Anh từng thi đấu ở vị trí hậu vệ.